# Reilly Ridge
Reilly Ridge är en bergstopp i Antarktis. Den ligger i Östantarktis. Nya Zeeland gör anspråk på området. Toppen på Reilly Ridge är 1 343 meter över havet.
Terrängen runt Reilly Ridge är bergig söderut, men norrut är den kuperad. Terrängen runt Reilly Ridge sluttar norrut. Trakten är obefolkad. Det finns inga samhällen i närheten. 